# Miękowo (powiat szczecinecki)
Miękowo – (do 1945 niem. Münchershof  lub Münchowshof) osada w Polsce położona w województwie zachodniopomorskim, w powiecie szczecineckim, w gminie Szczecinek. Przed wojną Miękowo należało do turowieckiej gminy ziemskiej i zamieszkiwało je 16 rodzin.
We wsi znajduje się zespół dworsko-pałacowy z końca XIX w. Dwór bezstylowy, założony na rzucie prostokąta, parterowy, podpiwniczony, z przybudówką i drewnianą werandą. Całość przykryta dachem mansardowym. Przed wojną zamieszkiwany przez posiadacza ziemskiego oraz oficera armii kapitana Knutha i ogrodnika Gustawa Daunicht. Od strony południowej znajduje się park naturalistyczny z XIX w. .
Z Miękowa pochodzi Kamilla Emma von Damitz, znana niemiecka dramato - pisarka urodzona w miejscowości 15 września 1844 roku, a zmarła 1 października 1921 w Visselhövede.